# Joan Blackman
Pour les articles homonymes, voir Blackman.
Joan Blackman est une actrice américaine, née à San Francisco, Californie, le 17 mai 1938.

## Filmographie

### Cinéma
- 1959 : Terre de violence (Good Day for a Hanging) de Nathan Juran : Laurie Cutler
- 1959 : En lettres de feu (Career) de Joseph Anthony : Barbara Lawson Helmsley
- 1960 : Mince de planète (Visit to a Small Planet) de Norman Taurog : Ellen Spelding
- 1961 : Le Roi des imposteurs (The Great Impostor), de Robert Mulligan : Lieutenant Catherine Lacey
- 1961 : Sous le ciel bleu de Hawaï (Blue Hawaii), de Norman Taurog : Maile Duval
- 1962 : Un direct au cœur (Kid Galahad) de Phil Karlson : Rose Grogan
- 1963 : Le Motel du crime (Twilight of Honor) de Boris Sagal : Susan Harper
- 1966 : Intimacy de Victor Stoloff : Barbara Nicholson
- 1968 : The Destructors (en) de Francis D. Lyon : Stassa
- 1968 : Daring Game (en) de László Benedek : Kathryn Carlyle
- 1974 : Pets de Raphael Nussbaum : Geraldine Mills
- 1974 : Macon County Line (en) de Richard Compton : Carol Morgan
- 1975 : Moonrunners de Gy Waldron (en) : Reba Rainey

### Télévision
- 1957 : Œil de faucon et le Dernier des Mohicans (Hawkeye and the Last of the Mohicans) (série télévisée) : Mara / Willow Whist
- 1957 : On Camera (série télévisée) : Janie
- 1958 : Alcoa Theatre (série télévisée) : Marie
- 1958 : Goodyear Theatre (série télévisée) : Une femme
- 1963 : The Dick Powell Show (en) (série télévisée) : Nancy Miller
- 1964 : Slattery's People (série télévisée) : Pat Allison
- 1964 : Perry Mason (série télévisée) : Hilary Gray
- 1965 : Bonanza (série télévisée) : Clara Dorn
- 1965 : Haute Tension (Kraft Suspense Theatre) : Lucille Burnside
- 1965-1966 : Peyton Place (série télévisée) : Marian Fowler
- 1966 : Les Espions (I Spy) (série télévisée) : Donna Shepard
- 1966 : Gunsmoke (série télévisée) : Phyllis Bowmen
- 1967 : Match contre la vie (Run for Your Life) (série télévisée) : Janet Ford
- 1973 : Ghost Story (série télévisée) : Ellen Parrish
- 1974 : Doc Elliot (série télévisée) : Jan McGuire